# Esta Vida É um Carnaval
Esta vida é um Carnaval é uma peça teatral de autoria de Carlos Machado e Paulo Soledade, produzida pelo produtor Carlos Machado e que iniciou sua temporada em 30 de abril de 1954 apresentada no Teatro Jardel, no Rio de Janeiro.

## Peça
O grande astro da peça foi o ator Grande Otelo. A peça também contava com nomes de Déo Maia, Ataulpho Alves e suas pastoras, Teresa Austregésilo, Russo do Pandeiro e a bateria do Império Serrano.
João Gilberto também participou da peça como um "encaixe" devido a sua difícil situação financeira no começo da década de 50.
Apesar da boa recepção da crítica, ganhando elogios de cronistas como Rubem Braga e Antônio Maria e bom público, o contrato de Carlos Machado com o teatro encerrou-se em dois meses e teve que ser transferido para o Casablanca, porém Machado já estava apresentando outro espetáculo lá.